# Emil Adami
Emil Adami, född 8 februari 1860 i Östra Nöbbelöv i Kristianstads län, död 14 augusti 1938 i Täby i Stockholms län, var en svensk operasångare (tenor).  

## Biografi
Adami studerade sång för Bax i Paris och engagerades vid Operan i Stockholm 1888. Han stannade där till 1891, då han engagerades av Stora Teatern i Göteborg 1891–1893. Adami arbetade fortsättningsvis hos Mauritz Ludvig Fröberg 1893–1895, vid Vasateatern i Stockholm 1895–1896 och vid Eldorado i Kristiania från 1896.

## Teater

### Roller (ej komplett)
| År   | Roll                   | Produktion                                                                        | Regi                       | Teater           |
| ---- | ---------------------- | --------------------------------------------------------------------------------- | -------------------------- | ---------------- |
| 1903 | Gabriel von Eisenstein | Läderlappen Johann Strauss den yngre, Karl Haffner och Richard Genée              |                            | Vasateatern      |
| 1906 |                        | Kalle Munter eller Hafver ni sett till någon misstänkt figur, revy Emil Norlander |                            | Södra Teatern    |
| 1907 |                        | Vems är hatten Harald Molander                                                    |                            | Södra Teatern    |
| 1907 | Greve Danilo           | Den glada änkan – som varietédiva                                                 |                            | Djurgårdsteatern |
| 1909 | Kungen                 | H.K.H. Léon Xanrof, Ivan Caryll och Jules Chancel                                 |                            | Operett-teatern  |
| 1912 |                        | Stockholmsgreker, eller Olympen-Stadsgården-Stadion, revy Emil Norlander          | Axel Ringvall              | Kristallsalongen |
| 1914 | Clodomir von Kuhnheim  | Storstadsbaciller Jean Gilbert                                                    | Carl Barcklind             | Vasateatern      |
| 1915 | Lavarède               | Var är Johnny Nathaniel Jones, Maurice Bernardt och Joseph Corin                  | Carl Barcklind             | Oscarsteatern    |
| 1915 |                        | Greven av Luxemburg Franz Lehár, Alfred Maria Willner och Robert Bodansky         |                            | Oscarsteatern    |
| 1915 |                        | Restaurant Pumpen, eller Tjocka Berthas bröllop, revy Emil Norlander              | Emil Adami                 | Kristallsalongen |
| 1915 | Eustache Detournelles  | Pariserluft Martin Knopf                                                          |                            | Vasateatern      |
| 1921 |                        | Don Cesar Rudolf Dellinger och Oscar Walther                                      | Albert Ranft Elvin Ottoson | Stora Teatern    |

- Vita frun (Romeo samt Georges)
- Friskytten (Wilhelm Meister och Max)
- På Sicilien (Toriddo)
- Regementets dotter (Tonio)
- Den svarta dominon (Horace)
- Alphyddan (Daniel)
- Madame Angots dotter (Ange Piton)
- Cornevilles klockor (Grenicheux)

## Filmografi
- 1911 – Stockholmsfrestelser